# Szent István Koronájának Országai
A Szent István Koronájának Országai (más néven Transzlajtánia, a dualizmus alatt megegyezik a Magyar Szent Korona Országaival) az Osztrák–Magyar Monarchia horvát és magyar területei voltak. Az ország 1867. március 30. és 1918. november 16. között állt fenn, amely feloszlatását (Őszirózsás forradalom) követően szétesett. A név Magyarország történelmi koronaékszerére, a Magyar Szent Koronára utal, amelyet Szent István király koronájaként ismernek és amely szimbolikus jelentőséggel bír a Magyar Királyság számára.
Az 1868-as horvát–magyar kiegyezés első cikkelye szerint ezt a területet, amelyet Magyar Birodalomnak is neveznek (a középkori latin szóhasználat szerint Archiregnum Hungaricum), a horvát változat (1868. évi I. tc.) szerint „a Magyar Királyság és a Háromegy Királyság államszövetségeként” határozták meg — ez azonban csupán a terület saját magára használt elnevezése volt, önálló királyság, saját királyi korona, illetve királyi udvara nem volt. A Horvátország királya titulust címeik között viselték a mindenkori magyar királyik, s a Szent Koronával történt megkoronázásuk által automatikusan, külön aktus nélkül váltak azzá. A magyar 1868. évi XXX. tc. konzekvensen az ország megnevezést használja a horvát területekre, a királyság szót történelmi és államjogi szempontból kerüli.
Háromegy Királyságot a Horvát Királyság, Szlavónia és Dalmácia alkotta. Bár Dalmácia valójában Szent István Koronájának Országain kívül terült el, a Monarchia osztrák felének, Ciszlajtániának a részeként, a Háromegy Királyság létrejöttét célzó hosszú politikai kampány miatt mégis felvették a nevébe, amely az eredeti területekből állt.

## A Magyar Korona országai
Az 1867-es osztrák–magyar kiegyezés után Transzlajtánia a Magyar Királyságból állt (amely magában foglalta az egykori Erdélyi Fejedelemség ( vagy Erdélyi Nagyfejedelemség) és az egykori Temesvári Bánság területeit is), de hozzá tartozott a belsőleg önállóan kormányzott Horvát-Szlavón Királyság és Fiume szabad kikötője is. A Katonai Határőrvidék 1873–1882-ig külön igazgatás alatt állt, majd megszűnt, és a tulajdonképpeni Magyarországhoz és a Horvát-Szlavón Királysághoz került.
| Térkép | Név                                                                 | Vezető    |
| ------ | ------------------------------------------------------------------- | --------- |
|        | Magyar Királyság                                                    | Király    |
|        | Horvát-Szlavón Királyság                                            | Bán       |
|        | Fiume város                                                         | Kormányzó |
|        | Bosznia-Hercegovinai Kondomínium (Az Osztrák Császársággal közösen) | Kormányzó |

| Térkép | Név                               | Vezető |
| ------ | --------------------------------- | ------ |
|        | Szent István Koronájának Országai | Király |

### Korábbi, később megszűnt országok
| Térkép | Név                             | Megszűnés          | Utódállam                |
| ------ | ------------------------------- | ------------------ | ------------------------ |
|        | Erdélyi Nagyfejedelemség        | 1867. július 28.   | Magyar Királyság         |
|        | Szerb Vajdaság és Temesi Bánság | 1860. december 27. | Magyar Királyság         |
|        | Horvát Királyság                | 1868. június 25.   | Horvát-Szlavón Királyság |
|        | Szlavón Királyság               | 1868. június 25.   | Horvát-Szlavón Királyság |

## Hadsereg
Magyar Korona Országainak hadserege a Osztrák–Magyar Hadseregbe tartozott. A Magyar Királyságnak volt saját, a Közös hadseregtől elkülönülő fegyveres ereje, a Magyar Királyi Honvédség. A Horvát-Szlavón Királyságnak is volt hadsereg, mely szintén a Monarchia hadseregének és a Magyar Kir. Honvédség egyik ága volt. A Horvát-Szlavón Landwehr felelt közvetlenül Horvátország és Szlavónia területi épségéért. Fiumének nem volt saját hadserege. A Bosznia-Hercegovinai Kondomínium pedig mivel közösen tartozott mind a Magyar Királysághoz, mind az Osztrák Császársághoz, a Közös hadsereg tartotta ellenőrzés alatt.

## Neve
- Magyarul: Szent István Koronájának Országai, Szent Korona Országai, a Magyar Korona Országai, a Magyar Szent Korona Országai
- Horvátul: Zemlje Krune svetog Stjepana
- Németül: Länder der heiligen ungarischen Stephanskrone
- Csehül: Země Koruny svatoštěpánské
- Szlovákul: Krajiny Svätoštefanskej koruny, Krajiny uhorskej koruny
- Szerbül: Земље круне Светoг Стефана
- Románul: Țările Coroanei Sfântului Ștefan
- Ukránul: Землі корони Святого Стефана
- Ruszinul: Землї короны Сятого Іштвана
- Oroszul: Земли кoроны Святого Иштвана

## Transzlajtánia
Transzlajtánia (más néven Lajtántúl) volt a Szent István Koronájának Országai nem hivatalos elnevezése. Transzlajtánia elnevezés onnan ered, hogy az osztrák–magyar határon folyt a Lajta, így az attól nyugatabbra fekvő területek (Osztrák Császárság) lettek a Lajtán innen, a folyótól keletebbre fekvő kerületek (Magyar Királyság) pedig nem hivatalosan a Lajtántúl elnevezéseket kapták. E terület a mai Szlovákia területén található Kárpátoktól Erdélyig, majd délen az Adriai-tenger horvát partjáig terjedt. Transzlajtánia fővárosa Budapest volt.

## Történelem
Az 1867-es kiegyezés, amely létrehozta a Monarchiát, nagyobb irányítást biztosított a magyar kormány belügyei felett, mint amennyivel a mohácsi csata óta bármikor rendelkezett. Az új kormány azonban súlyos gazdasági problémákkal és az etnikai kisebbségek növekvő nyugtalanságával szembesült. Az első világháború végül az Osztrák–Magyar Monarchia felbomlásához vezetett, majd a háborút követően kormányok sora – köztük egy kommunista rezsim – vette át a hatalmat Budapesten.

### A Magyar Korona Országainak vége
Az első világháború végén Transzlajtánia is mint sok más állam eltűnt a térképekről. A horvátok, más délszláv nemzetekkel az unió kezdete óta8 óta saját államot, valamint az osztrákokkal és a magyarokkal egyenlő jogokat akartak a Monarchiában. Számos próbálkozás után, amelyeket a magyar fél mindig elvetett, a Magyar Minisztertanács Wekerle Sándor magyar miniszterelnök és Tisza István gróf vezetésével végül 1918. október 22-én, egy nappal IV. Károly király után aláírták a trialista kiáltványt. Mivel túl késő volt az osztrák és magyar irányítású Monarchiát megreformálni, 1918. október 29-én a Zágrábi Parlament egyesítette a horvát területeket, megszüntette az uniót és minden kapcsolatot Ausztriával és Magyarországgal és úgy döntött, hogy csatlakozik a Szlovének, Horvátok és Szerbek Államtanácsához (1918. december 1-jén létrejött a Szlovén–Horvát–Szerb Állam). Fiume városa rövid életű szabad városállammá vált, egészen 1924-ig, amikor átengedték Olaszországnak, de a szabadállam létezését a nagyhatalmak egyáltalán nem ismerték el.
IV. Károly elkeseredettségében Károlyi Mihályt nevezte ki miniszterelnöknek, aki Ausztria és Magyarország kapcsolatának lazítását javasolta. Károlyi buzdítására a Magyar Parlament 1918. október 31-ével felmondta az osztrák–magyar Kiegyezést.
Károly november 13-án bejelentette, hogy elfogadja Magyarország államforma-meghatározási jogát, és lemond arról, hogy részt vegyen a magyar politikában. Felmentette a Monarchia magyar felében a tisztségviselőket is a neki tett hűségi eskü alól. Károlyi és kormánya nem volt hajlandó várni és november 16-án kikiáltották a Magyar Népköztársaságot. IV. Károly király soha nem mondott le, sőt megpróbálta újra megszerezni a magyar trónt (visszatérési kísérletek) és 1920-tól 1944-ig Horthy Miklós kormányzóként irányította a visszaállított Magyar Királyságot.

## Fordítás
Ez a szócikk részben vagy egészben  a   Lands of the Crown of Saint Stephen című angol Wikipédia-szócikk fordításán alapul.  Az eredeti cikk szerkesztőit annak laptörténete sorolja fel. Ez a jelzés csupán a megfogalmazás eredetét és a szerzői jogokat jelzi, nem szolgál a cikkben szereplő információk forrásmegjelöléseként.

## További információ, kapcsolódó lapok
- Horvát-Szlavónország
- Magyar Királyság
- Osztrák–Magyar Monarchia
- Magyar–horvát kiegyezés
- Őszirózsás forradalom
- I. István magyar király